# Psekups
Psekups (russisch Псекупс) ist ein Dorf (chutor) in Südrussland. Es gehört zur Republik Adygeja und hat 890 Einwohner (Stand 2019). Es gibt 21 Straßen.

## Geographie
Das Dorf liegt am linken Ufer des Flusses Bolschoi Dysch im Süden des Stadtkreises Adygeisk, 4 km südlich der Stadt Adygeisk, 22 km südöstlich von Krasnodar und 100 km nordwestlich von Maikop. Krasnenski, Adygeisk, Kotschkin, Gatlukai und Molkin sind die nächstgelegenen Siedlungen.